# Нижний Суходол (Луганская область)
Нижний Суходол (укр. Нижній Суходіл) — село, относится к Новоайдарскому району Луганской области Украины.
Население по переписи 2001 года составляло 41 человек. Почтовый индекс — 93514. Телефонный код — 6445. Занимает площадь 0,056 км². Код КОАТУУ — 4423188003.

## Местный совет
93513, Луганська обл., Новоайдарський р-н, с. Чабанівка, вул. Миру, 41  (укр.)